# جونو (ألاسكا)
مدينة ومقاطعة جونو (بالإنجليزية: City and Borough of Juneau)‏ وتسمى بلغة تلينجيت Dzánti K'ihéeni، هي عاصمة ألاسكا. وهي بلدية موحدة تقع على قناة غاستينيو في جنوب شرق ألاسكا، وهي ثاني أكبر مدينة في الولايات المتحدة حسب المساحة. كانت مدينة جونو عاصمة ألاسكا منذ عام 1906، عندما انتقلت حكومة مقاطعة ألاسكا آنذاك من سيتكا كما أقر الكونجرس الأمريكي عام 1900. توحدت البلدية في 1 يوليو 1970، عندما دمجت مدينة جونو مع مدينة دوغلاس ومقاطعة جونو الكبرى المحيطة بها لتشكل البلدية الحالية،  وهي أكبر في المساحة من كل من ولايتي رود آيلاند وديلاوير.
يقع وسط مدينة جونو في قاعدة جبل جونو وعبر القناة من جزيرة دوغلاس. بلغ عدد سكان المدينة والمقاطعة 31,276 نسمة حسب تعداد عام 2010. أما في عام 2014، كان التقدير السكاني من مكتب التعداد في الولايات المتحدة هو 32,406 نسمة، مما يجعلها ثاني أكبر مدينة من حيث السكان في ألاسكا بعد أنكوراج. إلا أن منطقة فيربانكس الحضرية هي ثاني أكبر منطقة حضرية من حيث عدد السكان في الولاية، إذ يعيش بها ما يقرب من 100,000 نسمة. وقد يزيد عدد سكان جونو يوميا بحوالي 6,000 شخص من سفن الرحلات السياحية بين شهري مايو وسبتمبر.
سميت المدينة على منقب ذهب من كيبيك يدعى جو جونو، رغم أن المكان كان لفترة يسمى روكويل ثم هاريسبورغ (على زميل جونو واسمه ريتشارد هاريس). اسم المدينة بلغة تلينجيت هو دزانتيكي هيني («قاع نهر فلاوندر»)، وخليج أوك شمال مضيق جونو يسمى آكو Áak'w («البحيرة الصغيرة») بلغة تلينجيت. تم تسمية نهر تاكو، جنوب جونو مباشرة، على الرياح الباردة t'aakh، والتي تهب أحيانا من الجبال.
تعتبر جونو غير اعتيادية بين عواصم الولايات المتحدة (باستثناء هونولولو) في أنه لا توجد طرق تربط المدينة ببقية ألاسكا أو ببقية أمريكا الشمالية (رغم من أن خدمة العبارات متاحة للسيارات). ويرجع عدم وجود شبكة طرق إلى التضاريس الوعرة المحيطة بالمدينة. وهذا بدوره يجعل مدينة جونو فعليا «مدينة جزرية» حسب تعابير النقل، لأن جميع السلع الصادرة أو الواردة يجب أن تنقل بالطائرة أو القارب، رغم أن المدينة تقع في البر الرئيسي لألاسكا. يقع وسط مدينة جونو على مستوى سطح البحر، حيث يبلغ متوسط المد والجزر 16 قدما (5 أمتار)، تحت سفوح الجبال المنحدرة التي ترتفع حوالي 3500 قدم (1100 متر) إلى 4000 قدم (1200 متر). وفوق هذه الجبال يقع حقل جونو الجليدي، وهي كتلة جليدية كبيرة تمر من خلالها حوالي 30 نهرا جليديا؛ اثنين من هذه، نهرا مندنهال وليمون كريك، يمكن رؤيتها من شبكة الطرق المحلية. وقد تراجع النهر الجليدي مندنهال تدريجيا؛ إذ أن وجهه الأمامي آخذ في الانخفاض سواء في العرض والارتفاع.
وقد بني مبنى كابيتول ولاية ألاسكا (في وسط مدينة جونو) في الأصل كمبنى فيدرالي وإقليمي في عام 1931. وقبل الدخول إلى الاتحاد، ضم المبنى مكاتب الحكومة الاتحادية، والمحاكم الاتحادية ومكتب البريد. كما ضم المجلس التشريعي الإقليمي والعديد من المكاتب الإقليمية الأخرى، بما في ذلك مكتب الحاكم. واليوم لا تزال جونو موطنا للمجلس التشريعي للولاية ومكاتب الحاكم ونائب الحاكم. وانتقلت بعض المكاتب التنفيذية الأخرى إلى أماكن أخرى في الولاية.